# Piaga del ballo del 1518

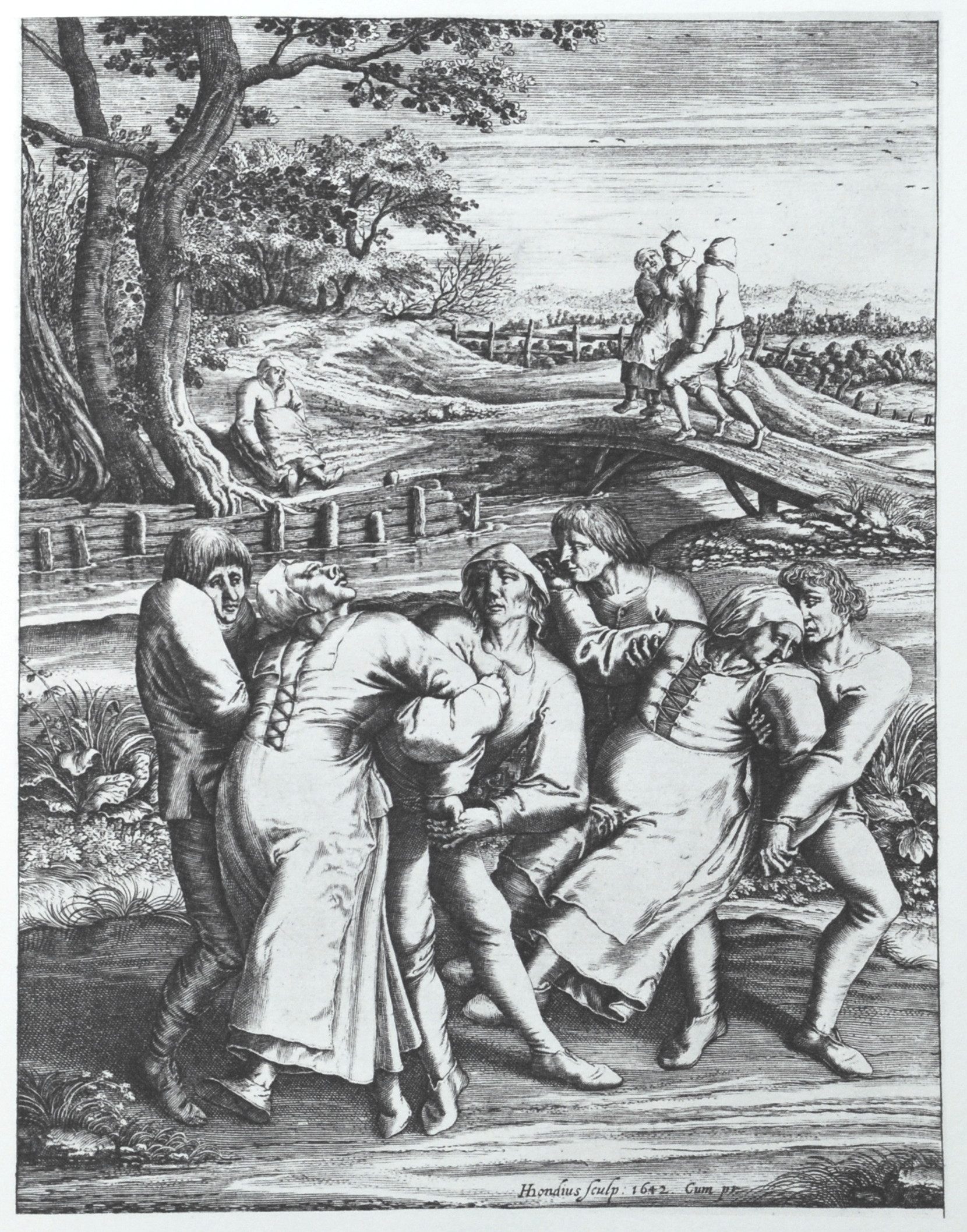
Incisione di Hendrik Hondius che raffigura tre donne affette dalla piaga. Opera basata sul dipinto originale di Pieter Brueghel il Vecchio, che sembrerebbe esser stato testimone di una successiva epidemia nel 1564 nelle Fiandre

La piaga del ballo (o epidemia del ballo) del 1518 fu, molto probabilmente, un caso di isteria di massa che avvenne a Strasburgo, Alsazia (allora parte del Sacro Romano Impero), nel luglio 1518. Circa 400 persone iniziarono a ballare per giorni, e, dopo all'incirca un mese, alcune di loro morirono di attacco cardiaco, ictus o affaticamento.

## Avvenimenti
Il fenomeno della "piaga del ballo" iniziò a Strasburgo nel luglio 1518, quando una donna, Troffea, senza alcun motivo iniziò a danzare forsennatamente per le strade della città. Apparve fin da subito evidente che quella di Troffea non era una vera danza, quanto piuttosto una sequenza di movenze, torsioni e giravolte scoordinate e asincrone. Il suo ballo si protrasse per un'intera settimana, nel corso della quale giunsero ad unirsi a lei 100 persone. Le autorità cittadine, disorientate dal caos provocato dal fenomeno, si riunirono per deliberare su di esso, non senza aver consultato i medici della città: in un primo momento, però, nella convinzione che "questa febbre del ballo" si sarebbe esaurita dopo pochi giorni, pensarono bene di assecondarla, e così allestirono un palco di legno sopra al quale la gente poteva ballare. Addirittura, furono pagati musicisti e ballerini esperti per dare ritmo e coreografia ai danzatori.
Le cose, però, non andarono secondo le previsioni: dopo qualche giorno i soggetti più deboli iniziarono a morire di sfinimento, mentre, nel contempo, cresceva il numero di persone che si univano a questa danza frenetica, fino a toccare la quota di 400 individui alla fine di agosto. All'inizio del mese di settembre, di fronte al dilagare del fenomeno e, soprattutto, all'aumento dei decessi, le autorità di Strasburgo decisero di intervenire drasticamente: costrinsero tutte le persone che non avevano ancora smesso di danzare ad uscire dalla città, spingendole verso le colline circostanti alla città di Saverne. Nella grotta di una di queste colline sorgeva un santuario dedicato a San Vito, patrono della danza: qui i "danzatori" vennero condotti attorno ad un'effigie lignea del santo, in una sorta di rituale esorcistico. Quindi, furono ricoverati nell'ospedale di Strasburgo, e, pochi giorni dopo, smisero gradualmente di ballare, sicché l'epidemia scomparve così com'era apparsa, non senza aver fatto un numero presumibilmente elevato di vittime, che però non ci viene riportato dalle fonti dell'epoca.

## Cause
Le cause di tutto ciò sono ancora oggetto di discussione ma, sostanzialmente, gli storici ipotizzano una causa per intossicazione alimentare ed una per disturbi psichici. La prima ipotesi porterebbe infatti a pensare ad una probabile isteria di massa causata dall'ingestione più o meno accidentale di segale cornuta, un cereale sui cui steli cresce una specie di muffa dagli effetti allucinogeni a causa della composizione chimica tossica e con facoltà psicoattive tale da poter causare veri e propri spasmi e rendere difficile l'afflusso di sangue nel corpo, provocando quindi movimenti scoordinati e strani. Questo fu tra l'altro il pensiero delle stesse autorità dell'epoca. Lo stesso fungo è stato anche implicato in altre importanti anomalie storiche, inclusi i processi alle streghe di Salem. Questa ipotesi è però alquanto improbabile, poiché, per far ballare 400 persone per più di un mese, sarebbe stata necessaria una quantità di segale cornuta immensa.
Si tratta quindi di un vero e proprio fatto bizzarro, ma non è stato l'unico focolaio di danza compulsiva in Europa: prima di quello del 1518, ci sono stati altri 10 casi; in particolare, uno nel 1374 coinvolse molte città dell'attuale Belgio, della Francia nordorientale e del Lussemburgo. La causa più accreditata è invece quella del disturbo mentale, come l'epidemia di risate del Tanganica o la corea di Sydenham. Infatti un altro dato interessante è che dai documenti dell'epoca si ricava che le persone colpite da questa "epidemia" non volevano ballare. Tutto ciò rende probabile l'ipotesi che si sia trattato di un fenomeno di isteria di massa inaugurato da Troffea. Per molti paesi del Nord Europa, il 1518 fu un anno critico, segnato da forti tensioni politiche e da una carestia per cui i poveri di Strasburgo tornarono a sperimentare la fame: è assai probabile che il senso di precarietà legato alle vicende politiche e la disperazione provocata dalla fame abbiano agito come "fattore di stress", scatenando nelle persone uno stato di trance che le ha condotte loro malgrado a ballare sino alla morte.